# 汉北河
汉北河，是中国长江流域汉水水系的一条河流，汇入汉水下游左岸。河长98千米，流域面积8691平方千米，多年平均流量立方米每秒。